# Мъгленце
Мъгленце или Мъгленци (на македонска литературна норма: М'гленце) е село в Северна Македония, в община Старо Нагоричане.

## География
Селото е разположено в областта Козячия в долината на граничната между Северна Македония и Сърбия Мала река между планините Козяк и Широка планина.

## История
В края на XIX век Мъгленце е българско село в Прешовска каза на Османската империя. Според статистиката на Васил Кънчов („Македония. Етнография и статистика“) от 1900 г. Мъгленци е населявано от 400 жители българи християни.
Цялото население на селото е под върховенството на Цариградската патриаршия. Според патриаршеския митрополит Фирмилиан в 1902 година в Магленце има 68 сръбски патриаршистки къщи. По данни на секретаря на Българската екзархия Димитър Мишев („La Macédoine et sa Population Chrétienne“) в 1905 година в Мъгленци има 400 българи патриаршисти сърбомани.
Според преброяването от 2002 година селото има 84 жители.
| Националност     | Всичко |
| северномакедонци | 33     |
| албанци          | 0      |
| турци            | 0      |
| роми             | 0      |
| власи            | 0      |
| сърби            | 51     |
| бошняци          | 0      |
| други            | 0      |

## Личности
Родени в Мъгленце
- Ангел Буячки (Анђел Бујачки), сърбомански четнически деец[5]